# Rosalind Groenewoud
Rosalind Groenewoud (Calgary, 10 dicembre 1989) è una sciatrice freestyle canadese campionessa mondiale nell'halfpipe nel 2011.

## Biografia
Groenewoud ha iniziato a disputare la Coppa del Mondo nel 2006 e due anni dopo, a Chiesa in Valmalenco, è salita per la prima volta sul podio ottenendo il terzo posto. Partecipa ai Mondiali di Inawashiro 2009 classificandosi undicesima e nell'edizione successiva, disputata a Deer Valley, si laurea campionessa nell'halfpipe.
Amica stretta e per sette anni compagna della sciatrice Sarah Burke, morta nel gennaio 2012 dopo un tragico incidente durante un allenamento, dedica a lei l'oro vinto ai Winter X Games XVI a da allora inizia pure a portare la scritta "Sarah" sul suo elmetto durante le gare.
Rosalind Groenewoud si presenta tra le favorite alle Olimpiadi di Soči 2014, ma alla fine ottiene solamente il settimo posto. Quattro anni dopo, alla sua seconda esperienza olimpica, giunge decima a Pyeongchang 2018.

## Palmarès

### Mondiali
- 1 medaglia:
  - 1 oro (halfpipe a Deer Valley 2011).

### Coppa del Mondo
- Miglior piazzamento in classifica generale: 3ª nel 2013.
- Miglior piazzamento in Coppa del Mondo di halfpipe: 2ª nel 2011, nel 2012 e nel 2013.
- 8 podi:
  - 2 vittorie;
  - 4 secondi posti;
  - 2 terzo posto.

#### Coppa del Mondo - vittorie
| Data            | Luogo         | Paese   | Disciplina |
| --------------- | ------------- | ------- | ---------- |
| 21 gennaio 2011 | Kreischberg   | Austria | HP         |
| 25 marzo 2013   | Sierra Nevada | Spagna  | HP         |

Legenda:

HP = halfpipe